# Nils Björk (militär)
Nils Axel Hjalmar Björk, född 25 februari 1898 i Västerås, död 15 april 1989 i Flen, var en svensk officer i Armén.

## Biografi
Björk blev officer i Armén 1918. Han befordrades till kapten 1931 i generalstaben. Björk befordrades 1938 till major, till överstelöjtnant 1941, till överste 1942, till generalmajor 1951 och till generallöjtnant 1962.
Björk inledde sin militära karriär i Armén vid Svea livgarde (I 1). Åren 1939–1942 var han avdelningschef vid försvarsstaben. Åren 1942–1946 var han chef för Norrbottens regemente (I 19). Åren 1946–1948 var han chef för Skaraborgs pansarregemente (P 4). Åren 1948–1951 var han sektionschef vid Arméstaben. Den 1 april 1951 tillträdde han som militärbefälhavare för VI. militärområdesstaben i Boden.
Björk tog avsked från försvaret den 31 mars 1963, och blev med sitt avsked utnämnd till generallöjtnant samt placerad i reserven.

## Utmärkelser
- Riddare av Vasaorden, 1937.[4]
- Riddare av Svärdsorden, 1939.[5]
- Riddare av Nordstjärneorden, 1942.[6]
- Kommendör av andra klassen av Vasaorden, 6 juni 1945.[7]
- Kommendör av andra klassen av Svärdsorden, 15 november 1946.[8]
- Kommendör av första klassen av Svärdsorden, 4 juni 1949.[9]
- Kommendör med stora korset av Svärdsorden, 6 juni 1958.[10]